# Большое Мужало
Большое Мужало — пресноводное озеро на территории Пайского сельского поселения Прионежского района Республики Карелии и Важинского городского поселения Подпорожского района Ленинградской области.

## Общие сведения
Площадь озера — 5,8 км², площадь водосборного бассейна — 48,9 км². Располагается на высоте 137,0 метров над уровнем моря.
Форма озера продолговатая: оно более чем на четыре километра вытянуто с северо-запада на юго-восток. Берега каменисто-песчаные, местами заболоченные.
Через Большое Мужало течёт река Мужала, вытекающая из озера Малого Мужало и впадающая в реку Важинку, правый приток Свири.
Населённые пункты и автодороги вблизи водоёма отсутствуют.
Код объекта в государственном водном реестре — 01040100711102000015242.